# Sportjahr 1884

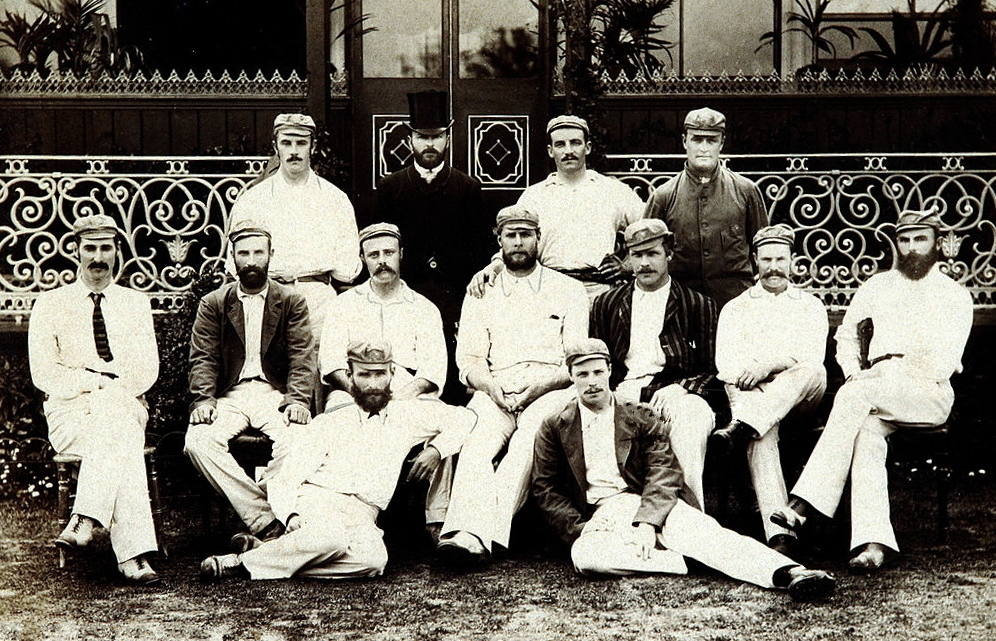
Die australische Cricket-Nationalmannschaft 1884

Liste der Sportjahre

◄◄ | ◄ | 1880 | 1881 | 1882 | 1883 | Sportjahr 1884 | 1885 | 1886 | 1887 | 1888 | ► | ►►

Weitere Ereignisse

## Ereignisse

### Rugby / Football
- 5. Januar bis 12. April: Home Nations Championship 1884
- Die Canadian Rugby Football Union, Vorläuferin der Canadian Football League, wird gegründet.

### Tennis

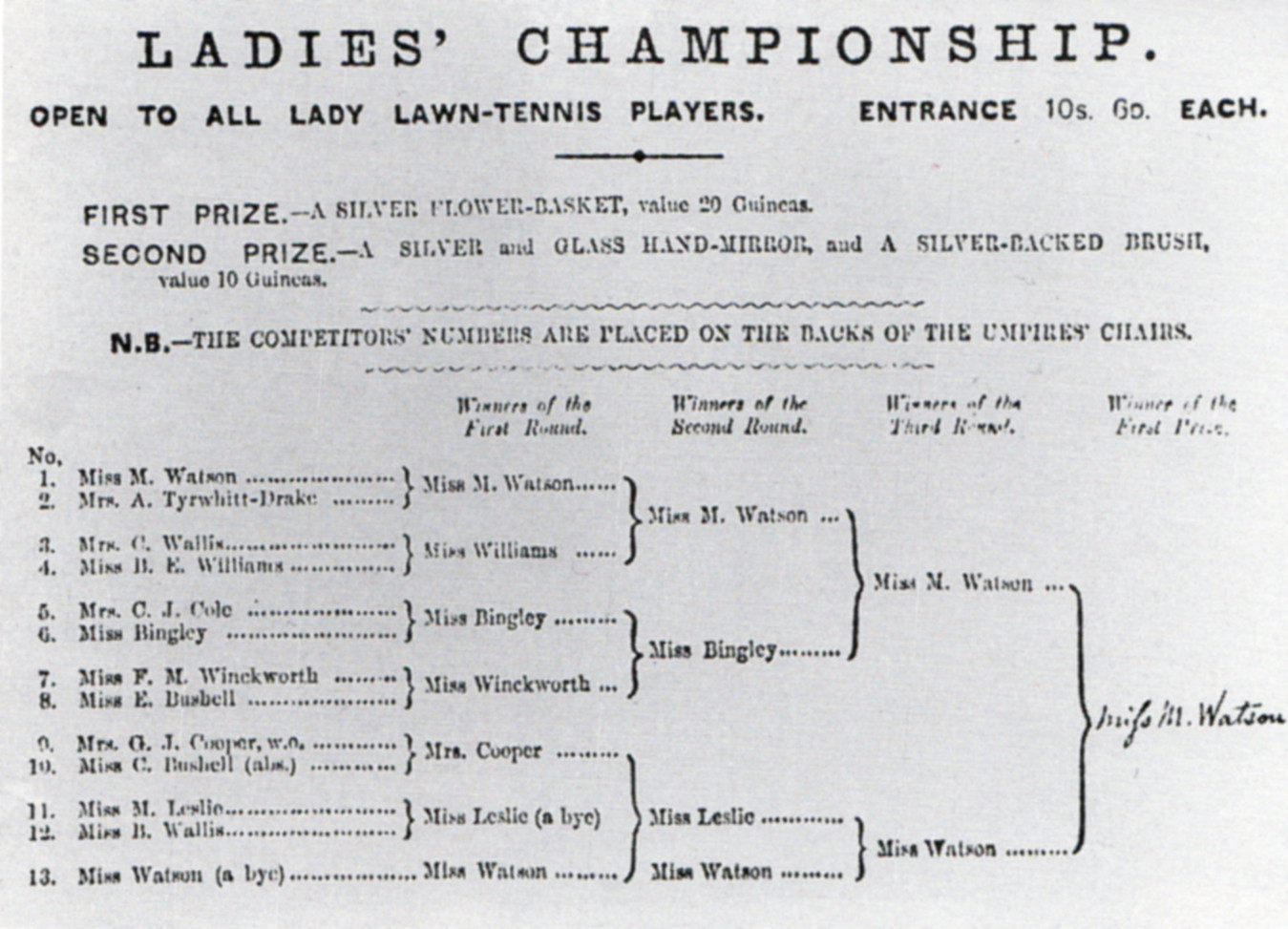
Wimbledon 1884, Programm der Damen

- 5. bis 19. Juli: Wimbledon Championships 1884

### Wassersport
- 7. April: Cambridge gewinnt das Boat Race gegen Oxford in der Zeit von 21′39″.
- Deutsche Schwimmmeisterschaften 1884

### Wintersport
- Winter: In Celerina werden die ersten Cresta-Rennen durchgeführt.

### Vereinsgründungen
- 1. November: Auf Initiative von Michael Cusack wird die Gaelic Athletic Association for the Preservation and Cultivation of National Pastimes gegründet. Der irische Sportverband fördert und betreut gälische Sportarten wie Hurling, Gaelic Football, Irish Handball, Camogie und Rounders.
- Der Turnsportverein Stade Helvétique Marseille wird gegründet.
- Der walisische Fußballverein Aberystwyth Town wird gegründet.

## Geboren

### Januar
- 01. Januar: Cyril Alden, britischer Bahnradsportler († 1939)
- 01. Januar: John Buchanan, britischer Segler († 1943)
- 04. Januar: Harald Christensen, dänischer Ringer († 1959)
- 04. Januar: Adriano Lanza, italienischer Moderner Fünfkämpfer († 1975)
- 07. Januar: Richard von Schaesberg-Tannheim, deutscher Vielseitigkeitsreiter († 1953)
- 09. Januar: Sigurd Johannessen, norwegischer Turner († 1974)
- 09. Januar: Jørgen Ravn, dänischer Turner († 1962)
- 11. Januar: Hans-Joachim Lüttich, deutscher Sportschütze († unbekannt)
- 11. Januar: Dietrich Wortmann, deutscher Ringer († 1952)
- 13. Januar: Paul Leroy, französischer Bogenschütze († 1949)
- 16. Januar: Frederick Dewhurst Yates, englischer Schachspieler († 1932)
- 18. Januar: John Eisele, US-amerikanischer Langstreckenläufer († 1933)
- 23. Januar: William Kramer, US-amerikanischer Langstreckenläufer († 1964)
- 23. Januar: Richard Verderber, österreichischer Fechter († 1955)
- 23. Januar: Percy Wyer, kanadischer Leichtathlet († 1965)
- 25. Januar: Phillip Carmichael, australischer Rugbyspieler († 1973)
- 25. Januar: Gunnar Rönström, schwedischer Leichtathlet († 1941)
- 25. Januar: John Taylor, britischer Schwimmer († 1913)
- 27. Januar: József Nagy, ungarischer Sprinter und Mittelstreckenläufer († 1952)
- 29. Januar: Douglass Cadwallader, US-amerikanischer Golfspieler († 1971)
- 30. Januar: Karl Groß, deutscher Ringer († 1941)
- 31. Januar: Nathaniel Moore, US-amerikanischer Golfspieler († 1910)
- 000Januar: David Hesser, US-amerikanischer Schwimmer und Wasserballspieler († 1908)

### Februar
- 01. Februar: Hans Weymar, deutscher Fußballspieler († 1959)
- 02. Februar: Guy de Luget, französischer Fechter († 1961)
- 06. Februar: Rudolf Buchfelder, österreichischer Schwimmer und Wasserballspieler († 1967)
- 07. Februar: Marinus van Rekum, niederländischer Tauzieher († 1955)
- 08. Februar: Reginald Baker, australischer Sportler († 1953)
- 08. Februar: John Moore-Brabazon, britischer Luftfahrtpionier und konservativer Politiker und Automobilrennfahrer († 1964)
- 08. Februar: Willy Schmitter, deutscher Radrennfahrer († 1905)
- 09. Februar: Conrad Carlsrud, norwegischer Turner und Speerwerfer († 1973)
- 12. Februar: Ivan Möller, schwedischer Leichtathlet († 1972)
- 13. Februar: Halfdan Bjølgerud, norwegischer Hochspringer († 1970)
- 15. Februar: Carlo Celada, italienischer Turner († 1957)
- 15. Februar: Alfred Gilbert, US-amerikanischer Leichtathlet († 1961)
- 17. Februar: Reinier Beeuwkes, niederländischer Fußballspieler († 1963)
- 17. Februar: Salomon Zeldenrust, niederländischer Fechter († 1958)
- 21. Februar: Edith Arnheim, schwedische Tennisspielerin († 1964)
- 21. Februar: Ole Iversen, norwegischer Turner († 1953)
- 24. Februar: Kenneth Hunt, englischer Fußballspieler († 1949)
- 25. Februar: Hugo Jonsson, finnischer Schwimmer († 1949)
- 26. Februar: Tom Moffitt, US-amerikanischer Hochspringer († 1945)
- 29. Februar: Frederick Grace, britischer Boxer († 1964)

### März
- 01. März: Erich Cohn, deutscher Schachspieler († 1918)
- 06. März: Molla Mallory, norwegisch-US-amerikanische Tennisspielerin († 1959)
- 09. März: Carl Holmberg, schwedischer Turner († 1909)
- 09. März: Richard Peterson, norwegischer Tennisspieler († 1967)
- 11. März: Ede Tóth, ungarischer Tennisspieler († 1943)
- 14. März: Harald Hansen, dänischer Fußballspieler († 1927)
- 17. März: Ralph Rose, US-amerikanischer Leichtathlet († 1913)
- 19. März: Alwin Boldt, deutscher Radsportler († 1920)
- 22. März: Lajos Aradi, ungarischer Turner († 1952)
- 23. März: William Scott, britischer Langstreckenläufer († 1931)
- 24. März: Ludvig Dam, dänischer Schwimmer († 1972)
- 27. März: Oscar Guttormsen, norwegischer Leichtathlet († 1964)
- 27. März: Gordon Thomson, britischer Ruderer († 1953)
- 28. März: Carl Wilhelm Petersén, schwedischer Curlingspieler († 1973)
- 29. März: Edward Archibald, kanadischer Stabhochspringer († 1965)
- 30. März: Alexander Graumüller, deutscher Oberingenieur und Automobilrennfahrer († 1939)
- 30. März: Jean Hervé, französischer Rugbyspieler († 1966)
- 31. März: Axel Ljung, schwedischer Leichtathlet und Turner († 1938)

### April
- 01. April: Ivan Eastman, US-amerikanischer Sportschütze († 1949)
- 02. April: Paul Duboc, französischer Radrennfahrer († 1941)
- 02. April: Dolf Kessler, niederländischer Fußballspieler († 1945)
- 07. April: Clement Smoot, US-amerikanischer Golfspieler († 1963)
- 09. April: Peter Villemoes Andersen, dänischer Turner († 1956)
- 09. April: Otakar Vindyš, tschechoslowakischer Tennis-, Bandy- und Eishockeyspieler († 1949)
- 10. April: Charles Vestergaard, dänischer Geher († 1956)
- 14. April: Dimitrios Tofalos, griechischer Gewichtheber und Ringer († 1966)
- 16. April: Sydney Bailey, britischer Radrennfahrer († 1967)
- 16. April: Axel Norling, schwedischer Geräteturner und Tauzieher († 1964)
- 20. April: Oliver Kirk, US-amerikanischer Boxer († 1958)
- 21. April: Kees van Nieuwenhuizen, niederländischer Fußballspieler († 1981)
- 23. April: Bob Burman, US-amerikanischer Automobilrennfahrer († 1916)
- 24. April: Otto Froitzheim, deutscher Tennisspieler († 1962)

### Mai
- 01. Mai: Francis Curzon, 5. Earl Howe, britischer Offizier, Politiker und Automobilrennfahrer († 1964)
- 01. Mai: Josef Waitzer, deutscher Leichtathlet († 1966)
- 15. Mai: Joseph Dreher, französischer Mittel- und Langstreckenläufer († 1941)
- 15. Mai: Gösta Lilliehöök, schwedischer Moderner Fünfkämpfer († 1974)
- 19. Mai: Julius Lichtenfels, deutscher Fechter († 1968)
- 19. Mai: Frithiof Mårtensson, schwedischer Ringer († 1956)
- 19. Mai: David Munson, US-amerikanischer Leichtathlet († 1953)
- 24. Mai: Benjamin Markowitsch Blumenfeld, russischer Schachspieler († 1947)
- 26. Mai: Félix Goblet d’Alviella, belgischer Fechter und Sportfunktionär († 1957)
- 000Mai: John Hoben, US-amerikanischer Ruderer († 1915)

### Juni
- 02. Juni: Ferdinando Minoia, italienischer Automobilrennfahrer († 1940)
- 02. Juni: James Shepherd, britischer Tauzieher († 1954)
- 05. Juni: Frederick Lorz, US-amerikanischer Langstreckenläufer († 1914)
- 10. Juni: Adalbert Friedrich, deutscher Fußballspieler († 1962)
- 13. Juni: Wilbur Burroughs, US-amerikanischer Leichtathlet († 1960)
- 15. Juni: Rodney Heath, australischer Tennisspieler († 1936)
- 21. Juni: Harald Klem, dänischer Turner und Schwimmer († 1954)
- 21. Juni: Gordon Lowe, englischer Tennisspieler († 1972)
- 22. Juni: James Rector, US-amerikanischer Leichtathlet († 1949)
- 24. Juni: Frank Waller, US-amerikanischer Leichtathlet († 1941)
- 25. Juni: Guilherme Parãense, brasilianischer Sportschütze († 1968)
- 25. Juni: Arvid Rydman, finnischer Turner († 1953)
- 26. Juni: Karel Meijer, niederländischer Wasserballspieler († 1967)
- 27. Juni: Gustave Warlouzet, französischer Turner († 1959)

### Juli
- 04. Juli: Gustaf Malmström, schwedischer Ringer († 1970)
- 05. Juli: Luigi Forlano, italienischer Fußballspieler († 1916)
- 06. Juli: Olaf Pedersen, dänischer Turner († 1972)
- 08. Juli: Josef Gruss, böhmisch-tschechischer Tennisspieler, Fechter, Eishockeyspieler und Sportfunktionär († 1968)
- 13. Juli: Yrjö Saarela, finnischer Ringer und Olympiasieger († 1951)
- 17. Juli: Umberto Malvano, italienischer Fußballspieler, -schiedsrichter und -funktionär sowie Ingenieur († 1971)
- 18. Juli: Herman Jurgens, niederländischer Fußballspieler († 1964)
- 21. Juli: Louis Grenville Abell, US-amerikanischer Ruderer († 1962)
- 24. Juli: Friedrich Gerhard, deutscher Dressurreiter († 1950)
- 25. Juli: Ludowika Jakobsson, finnisch-deutsche Eiskunstläuferin († 1968)
- 26. Juli: Trygve Pedersen, norwegischer Segler († 1967)
- 29. Juli: Johan Pettersson, finnischer Leichtathlet († 1952)
- 30. Juli: Vigo Andersen, dänischer Fußballtorhüter († 1949)

### August
- 03. August: Constant Feith, niederländischer Fußballspieler († 1958)
- 03. August: James Flanagan, US-amerikanischer Ruderer († 1937)
- 03. August: Gerald Merlin, britischer Sportschütze († 1945)
- 04. August: Henri Cornet, französischer Radrennfahrer († 1941)
- 06. August: David Wiman, schwedischer Turner († 1950)
- 07. August: Marie Décugis, französischer Tennisspielerin († 1969)
- 13. August: Camille Desmarcheliers, französischer Turner († 1914)
- 13. August: Guus Lutjens, niederländischer Fußballspieler († 1974)
- 14. August: Erwin von Sigel, deutscher Mittel- und Langstreckenläufer († 1967)
- 17. August: Dario Resta, italienisch-britischer Automobilrennfahrer († 1924)
- 20. August: Magnus Wegelius, finnischer Turner, Leichtathlet und Sportschütze († 1936)
- 21. August: Chandler Egan, US-amerikanischer Golfspieler († 1936)
- 22. August: Ove Frederiksen, dänischer Tennisspieler († 1966)
- 23. August: Olaf Syvertsen, norwegischer Turner († 1964)
- 25. August: Léopold Standaert, belgischer Segler († unbekannt)
- 27. August: Victor Wetterström, schwedischer Curlingspieler († 1956)
- 30. August: Heikki Lehmusto, finnischer Turner († 1958)

### September
- 02. September: André Auffray, französischer Radrennfahrer († 1953)
- 02. September: Max Haase, deutscher Fußballspieler († nach 1910)
- 03. September: Ingvald Eriksen, dänischer Turner († 1961)
- 04. September: Guillermo Naylor, argentinischer Polospieler († 1976)
- 07. September: Sven Thomsen, dänischer Segler († 1968)
- 11. September: Arno Saarinen, finnischer Turner († 1970)
- 22. September: József Rády, ungarischer Fechter († 1957)
- 23. September: Thomas Dumbill, britischer Geher († 1974)
- 23. September: Helmut Röpnack, deutscher Fußballspieler († 1935)
- 24. September: Gustave Garrigou, französischer Radrennfahrer († 1963)
- 24. September: Eli Parsons, US-amerikanischer Mittelstreckenläufer und Sprinter († 1945)
- 25. September: Fred Etchen, US-amerikanischer Sportschütze († 1961)
- 26. September: Forrest Smithson, US-amerikanischer Leichtathlet († 1962)
- 30. September: Carl Pedersen, dänischer Ruderer († 1968)

### Oktober
- 06. Oktober: Lloyd Spooner, US-amerikanischer Sportschütze († 1966)
- 07. Oktober: Gérardine Herbos, belgische Eiskunstläuferin († unbekannt)
- 08. Oktober: Fredric Landelius, schwedischer Sportschütze († 1931)
- 10. Oktober: George Philbrook, US-amerikanischer Leichtathlet († 1964)
- 18. Oktober: Hugo Goetz, US-amerikanischer Schwimmer († 1972)
- 18. Oktober: Georg Selenius, norwegischer Turner († 1924)
- 22. Oktober: Frank Schell, US-amerikanischer Ruderer († 1959)
- 24. Oktober: Arthur Stellbrink, deutscher Radrennfahrer († 1956)
- 26. Oktober: William Hogenson, US-amerikanischer Leichtathlet († 1965)
- 28. Oktober: William Silkworth, US-amerikanischer Sportschütze († 1971)
- 28. Oktober: Fritz Theile, deutscher Radrennfahrer († 1911)
- 30. Oktober: Søren Peter Christensen, dänischer Turner († 1927)
- 30. Oktober: Harald Hansen, norwegischer Turner († 1956)
- 30. Oktober: Louis Poppe, französischer Turner († 1935)
- 31. Oktober: Leonidas Zarifis, griechischer Tennisspieler († 1963)

### November
- 03. November: Calvin Bricker, kanadischer Leichtathlet († 1963)
- 04. November: Edmund Bury, britischer Racketsspieler († 1915)
- 04. November: Claes Johanson, schwedischer Ringer († 1949)
- 04. November: George Underwood, US-amerikanischer Leichtathlet († 1943)
- 05. November: Carl Osburn, US-amerikanischer Sportschütze († 1966)
- 08. November: Gladys Daniell, britische Degenfechterin († 1962)
- 09. November: Christopher Chavasse, britischer Leichtathlet († 1962)
- 09. November: Vincenz Duncker, deutscher Leichtathlet († unbekannt)
- 11. November: Ernst Kovács, österreichischer Schwimmer und Wasserballspieler († unbekannt)
- 17. November: Curt Steuernagel, deutscher Kunstturner († 1917)
- 20. November: Erik Ohlsson, schwedischer Sportschütze († 1980)
- 24. November: Ragnar Stare, schwedischer Sportschütze († 1964)
- 26. November: Kurt Behrens, deutscher Turmspringer († 1928)
- 27. November: Wilhelm von Hohenau, deutscher Reiter († 1957)
- 28. November: Anton Lens, niederländischer Fußballspieler († 1955)
- 29. November: Alexander Apollonowitsch Alenizyn, russischer Tennisspieler († 1922)
- 29. November: Clarke Beard, US-amerikanischer Mittelstreckenläufer († 1978)
- 30. November: Yvan Goor, belgischer Rad- und Motorradrennfahrer († 1958)
- 30. November: Robert Sears, US-amerikanischer Fechter und Pentathlet († 1979)

### Dezember
- 01. Dezember: Armand Massard, französischer Degenfechter und Sportfunktionär († 1971)
- 02. Dezember: Jean Lacroix, französischer Fechter († 1971)
- 02. Dezember: Paul Lizandier, französischer Leichtathlet († unbekannt)
- 04. Dezember: Harvey Cohn, US-amerikanischer Mittel- und Langstreckenläufer († 1965)
- 07. Dezember: John Carpenter, US-amerikanischer Sprinter († 1933)
- 07. Dezember: Kaarlo Ekholm, finnischer Turner († 1946)
- 08. Dezember: Carl Kempe, schwedischer Tennisspieler († 1967)
- 08. Dezember: Amédée Thubé, französischer Segler († 1941)
- 11. Dezember: Piet Ooms, niederländischer Schwimmer und Wasserballspieler († 1961)
- 12. Dezember: John Heijning, niederländischer Fußballspieler († 1947)
- 13. Dezember: Otto Olsen, norwegischer Sportschütze († 1953)
- 15. Dezember: Willem Eijmers, niederländischer Fußballschiedsrichter († 1932)
- 17. Dezember: Abrahão Saliture, brasilianischer Ruderer und Wasserballspieler († 1967)
- 19. Dezember: Gaston Aumoitte, französischer Krocketspieler († 1957)
- 20. Dezember: Ivo Fairbairn-Crawford, britischer Mittelstreckenläufer († 1959)
- 20. Dezember: Eric Sandberg, schwedischer Segler († 1966)
- 21. Dezember: Camillo Ugi, deutscher Fußballspieler († 1970)
- 22. Dezember: Hans Matthiae, deutscher Ruderer († 1948)
- 23. Dezember: Lukas Nielsen, dänischer Turner († 1964)
- 23. Dezember: Ernest Payne, britischer Radrennfahrer († 1961)
- 23. Dezember: Heinrich Schneidereit, deutscher Gewichtheber († 1915)
- 25. Dezember: Samuel Berger, US-amerikanischer Boxer († 1925)
- 27. Dezember: Pierpont Davis, US-amerikanischer Segler († 1953)
- 28. Dezember: Ralph Mulford, US-amerikanischer Automobilrennfahrer und Unternehmer († 1973)
- 30. Dezember: Eugen Ingebretsen, norwegischer Turner († 1939)
- 30. Dezember: Olle Lanner, schwedischer Turner († 1926)
- 31. Dezember: Edgar Page, englischer Hockeyspieler († 1956)
- 000Dezember: Wilhelm Lemke, deutscher Kunstturner († unbekannt)

### Genaues Datum unbekannt
- Karl Borchert, deutscher Kunstturner († unbekannt)
- Victor Gauntlett, südafrikanischer Tennisspieler († 1949)
- Robert Harris, südafrikanischer Leichtathlet († unbekannt)
- Georg Karth, deutscher Kunstturner († unbekannt)
- Sophia Marinou, griechische Tennisspielerin († unbekannt)
- Henry Pankhurst, britischer Leichtathlet († 1921)
- Josef Pfeiffer, böhmischer Fechter († unbekannt)
- Frank Mount Pleasant, US-amerikanischer Leichtathlet und American-Football-Trainer († 1937)
- Aristidis Rangavis, griechischer Sportschütze († unbekannt)
- Imre Schöffer, ungarischer Fußballspieler und -trainer († 1938)
- Erich Seidel, deutscher Schwimmer († unbekannt)
- Esme Simiriotou, griechische Tennisspielerin († 1982)

## Gestorben
- 02. Januar: Daniel Harrwitz, deutscher Schachmeister (* 1823)
- 10. Juli: Paul Morphy, US-amerikanischer Schachspieler (* 1837)